# Sinclairia hypochlora
Sinclairia hypochlora là một loài thực vật có hoa trong họ Cúc. Loài này được (S.F.Blake) Rydb. miêu tả khoa học đầu tiên năm 1927.